# هيلدا برنارد
هيلدا برنارد (بالإسبانية: Hilda Sarah Bernard)‏ هي ممثلة أرجنتينية، ولدت في 29 أكتوبر 1920 في الأرجنتين. بدأت مشوارها المهني سنة 1941، ومن الجوائز التي نالتها جائزة مارتن فييرو ‏.

## جوائز
- جائزة مارتن فييرو [الإنجليزية]‏

## أعمالها
- مانويلا
- أنطونيلا

## مقالات ذات صلة
- اليساندرا لومباردو

## وصلات خارجية
- هيلدا برنارد على موقع IMDb (الإنجليزية)
- هيلدا برنارد على موقع ألو سيني (الفرنسية)
- هيلدا برنارد على موقع قاعدة بيانات الفيلم (الإنجليزية)
- هيلدا برنارد على موقع كينوبويسك (الروسية)